# Portal de l'antiga església de Sant Vicenç
El Portal de l'antiga església de Sant Vicenç és una obra romànica de Llívia (Baixa Cerdanya) inclosa a l'Inventari del Patrimoni Arquitectònic de Catalunya.

## Descripció
De l'antiga església romànica de Sant Vicenç només se'n conserva l'entrada. Unes arcades interiors han quedat dins d'una casa pairal, "Casa Manuel". Degut al seu estat ruïnós, l'Ajuntament va decidir, el 1897, d'enderrocar l'església de Sant Vicenç, de la que no queda cap més vestigi.

## Història
Està documentat que el comte Salomó I de Cerdanya- Urgell, l'any 855, va portar les relíquies de St. Vicenç de Saragossa a Llívia, per encàrrec dels monjos Castres. Però abans de portar-les als monjos, va dipositar les relíquies sobre l'altar de l'església de Santa Maria i es diu que van obrar miracles. Es probable que aleshores s'originés la veneració al Sant i se li dediqués una església.